# Rio Grande (Paraná)
Il Rio Grande è un fiume del Brasile, e uno dei due fiumi, insieme con il Rio Paranaíba che dà forma al Paraná. Scorre per una lunghezza di 1.360 km, e per portata rappresenta uno dei più importanti fiumi nel sud-est del Brasile.

## Descrizione
Il fiume nasce sui monti della Serra da Mantiqueira a sud-est dello Stato di Minas Gerais, a Bocaina de Minas, non lontano da Rio de Janeiro (a nord-ovest), e si spinge verso nord-ovest e ovest. Costituisce parte della frontiera tra gli Stati di Minas Gerais e San Paolo.
Arrivando alla frontiera dello Stato del Mato Grosso do Sul, dopo 1.360 km di percorso, si fonde con il Rio Paranaíba per formare il grande fiume Paranà.
Il bacino idrografico del Rio Grande copre una superficie totale di 143.000 km². Di questi 86.500 km² si trovano nello Stato di Minas Gerais (che rappresenta il 17,8% dello Stato).